# Cerro Huascata
Cerro Huascata es una montaña en Perú. Está ubicada en la provincia de Lima y la región de Lima, en el suroeste del país, a 23 km al este de Lima, la capital del país. El Cerro Huascata se encuentra a 634 metros sobre el nivel del mar y está cerca de la localidad de Huaycán.